# Najadata

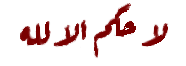
Siglas.

Los najadadatas (también najadāt o najadat) eran los seguidores  jariyitas de Najda b. ʿĀmir al-Hanafī al-Harūrī, de la tribu árabe de  Banu Hanifa que se rebelaron en 682 en la región árabe de Yamamah.
Parece[cita requerida] que inicialmente apoyaron al anti-Califa Abd Allah ibn al-Zubayr contra el califa omeya Abd al-Malik bin Marwan, defendiendo con él a la ciudad de La Meca bajo asedio del general omeya Haggag bin Yūsuf (entonces poderoso wālī  de Kufa) y poisteriormente tomaron el control de Baréin, convirtiendo la ciudad de Qatīf en su capital.
Después de un fallido intento de capturar Basora, se apoderaron de parte de Omán y Yemen: todas las zonas más periféricas y por lo tanto más adecuadas que otras para evitar las duras reacciones de las fuerzas califales.
Al iniciar la conquista del Hejaz tras la derrota de Abd Allāh Ibn Yubair, tuvieron que sufrir el ataque de Abd Allah bin Abbas, primo del Profeta Muhammad, y una grieta ideológica dentro de sus filas, entre aquellos que favorecían la continuación de la lucha contra los "usurpadores" omeyas y los que estaban a favor de un principio de acuerdo con Damasco.
Los intransigentes, liderados por 'Atiya al-it Hanafī, se refugiaron en la región iraní de Sigistán (Helmand), asumiendo el título de Atawiyya, mientras que algunos más radicales asesinaron a Nadja, para intentar posteriormente luchar contra el califa omeya Abd al-Malik ibn Marwan, quien los derrotaría en 693, en la batalla de Mushahhar.